# Un amor accidentat

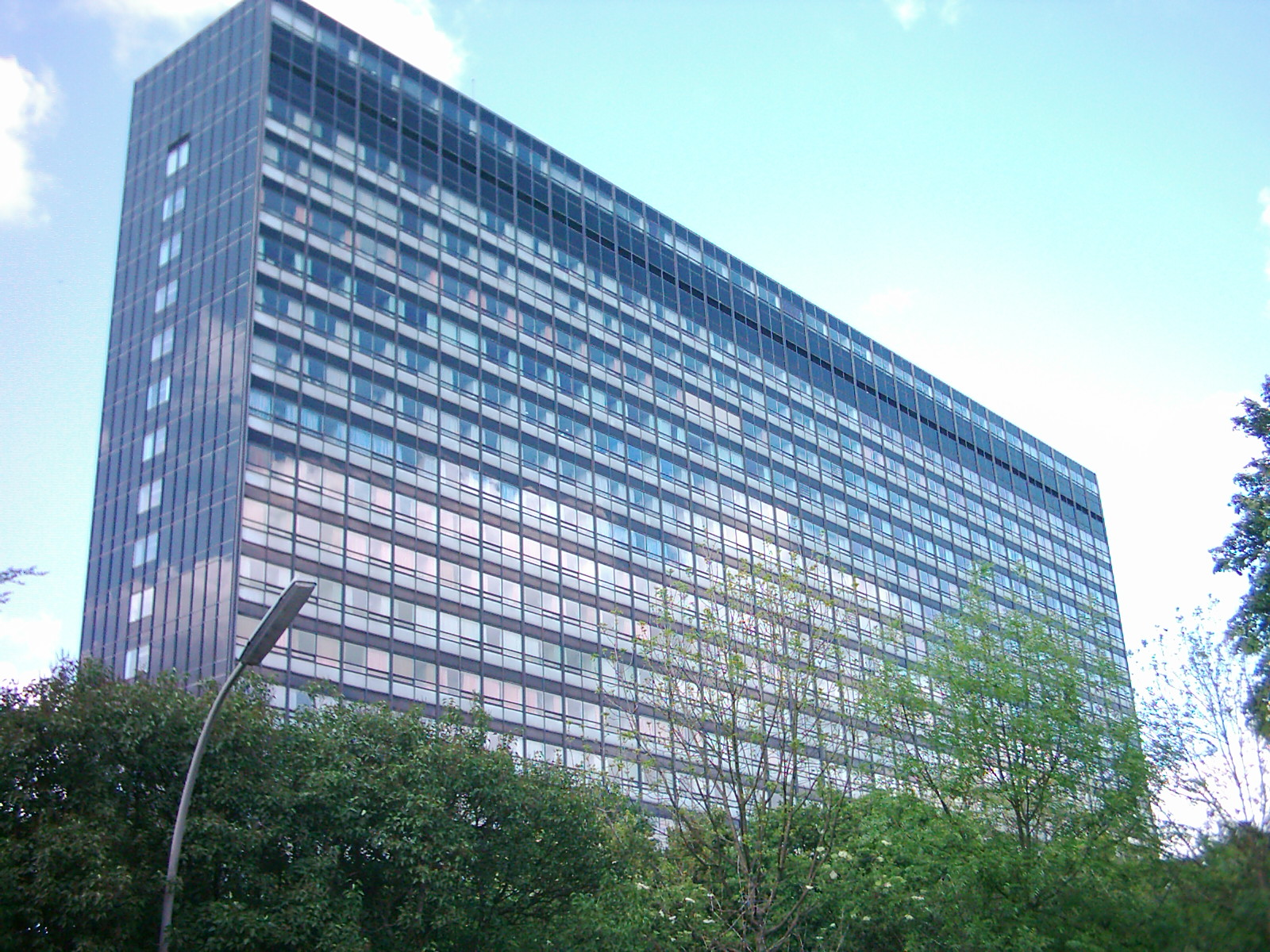
A la pel·lícula, la clínica Asklepios s'anomena Hospital General d'Hamburg.

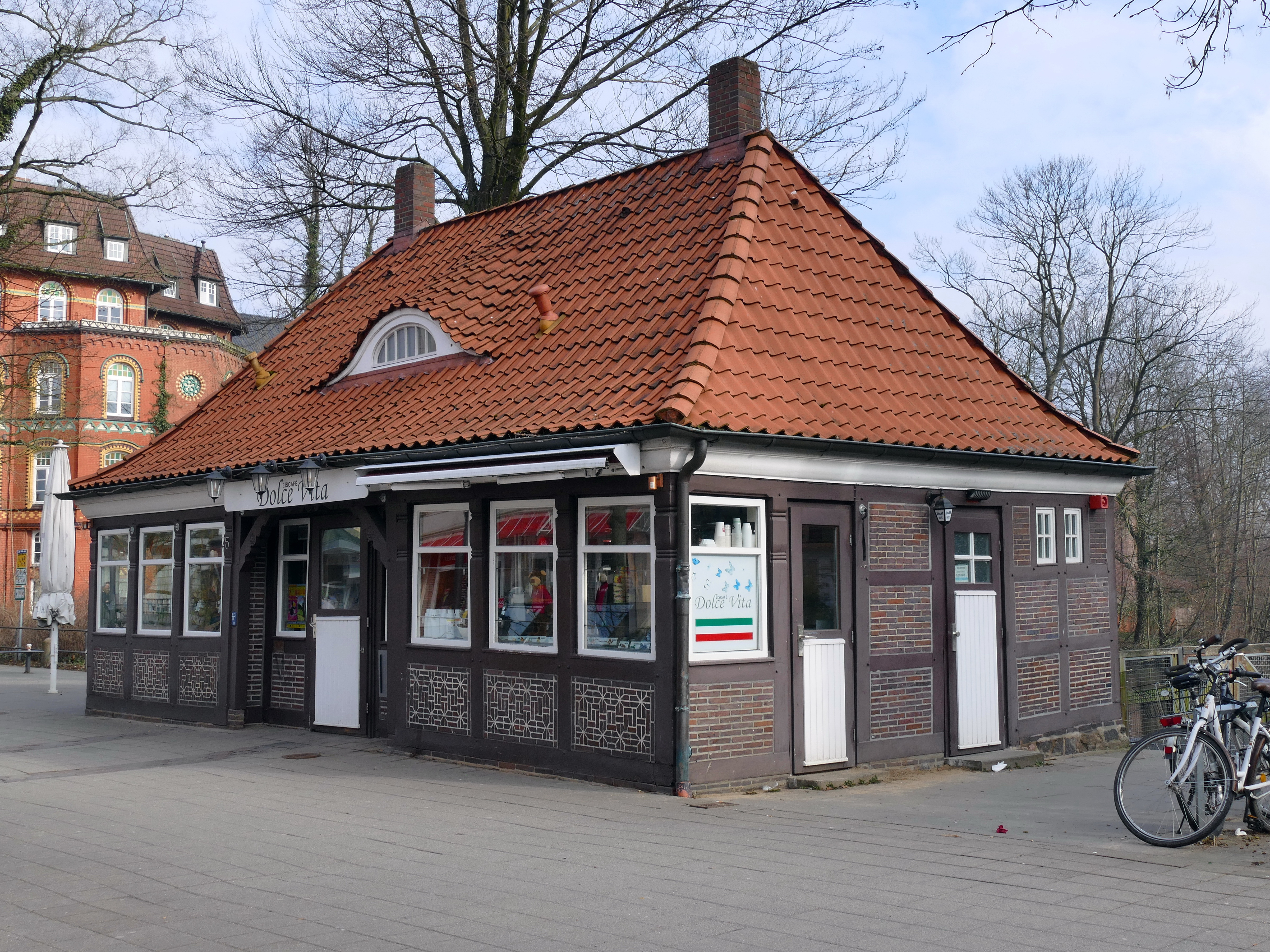
Construït cap a l'any 1920 aquest edifici fa de quiosc a la pel·lícula.

Un amor accidentat (títol original en alemany, Pohlmann und die Zeit der Wünsche) és un telefilm alemany de 2020 dirigit per Matthias Tiefenbacher, produït per Filmpool Fiction per a Das Erste en nom d'ARD-Degeto. La comèdia té una durada d'uns 90 minuts i es va emetre per primera vegada a la televisió el 4 de desembre de 2020 com a part de la franja Endlich Freitag im Ersten. S'ha doblat al català per TV3.
El rodatge va tenir lloc entre el 7 de novembre i el 5 de desembre de 2019 sota el títol provisional Pohlmann and Love, a Hamburg i els voltants.
L'edifici principal de la clínica Asklepios del districte d'Altona va servir com a escenari de l'hospital amb el nom fictici d'Hospital General d'Hamburg, on el protagonista havia de fer el seu servei comunitari. Les escenes a l'aire lliure al voltant del quiosc fictici de la mare es van fer a l'Alte Holstenstraße del barri de Bergedorf (Hamburg).
La primera emissió a Das Erste va ser vista per 3,96 milions d'espectadors a Alemanya i va aconseguir una quota d'audiència de 12,3%.